# تشارلي منغر
تشارلز طوماس منغر (بالإنجليزية: Charlie Munger)‏ (1 يناير 1924 - 28 نوفمبر 2023)، هو مستثمر، رجل أعمال، وفاعل خير أمريكي. هو نائب رئيس مجلس الإدارة في بيركشير هاثواي، كما كان رئيسًا لمجلس الإدارة في شركة النشر دايلي جورنال ومديرًا في شركة متاجر التجزئة كوستكو. توفي في 29 نوفمبر 2023 عن عمر ناهز التاسعة والتسعين.

## الوفاة
توفي تشارلي منغر 28 نوفمبر 2023 عن عمر ناهز التاسعة والتسعين.